# NGC 7365
NGC 7365 este o galaxie situată în constelația Vărsătorul. A fost descoperită în 1886 de către Francis Leavenworth. Se află la o distanță de 42,4 de megaparseci de Pământ.